# Discografia lui Duff McKagan

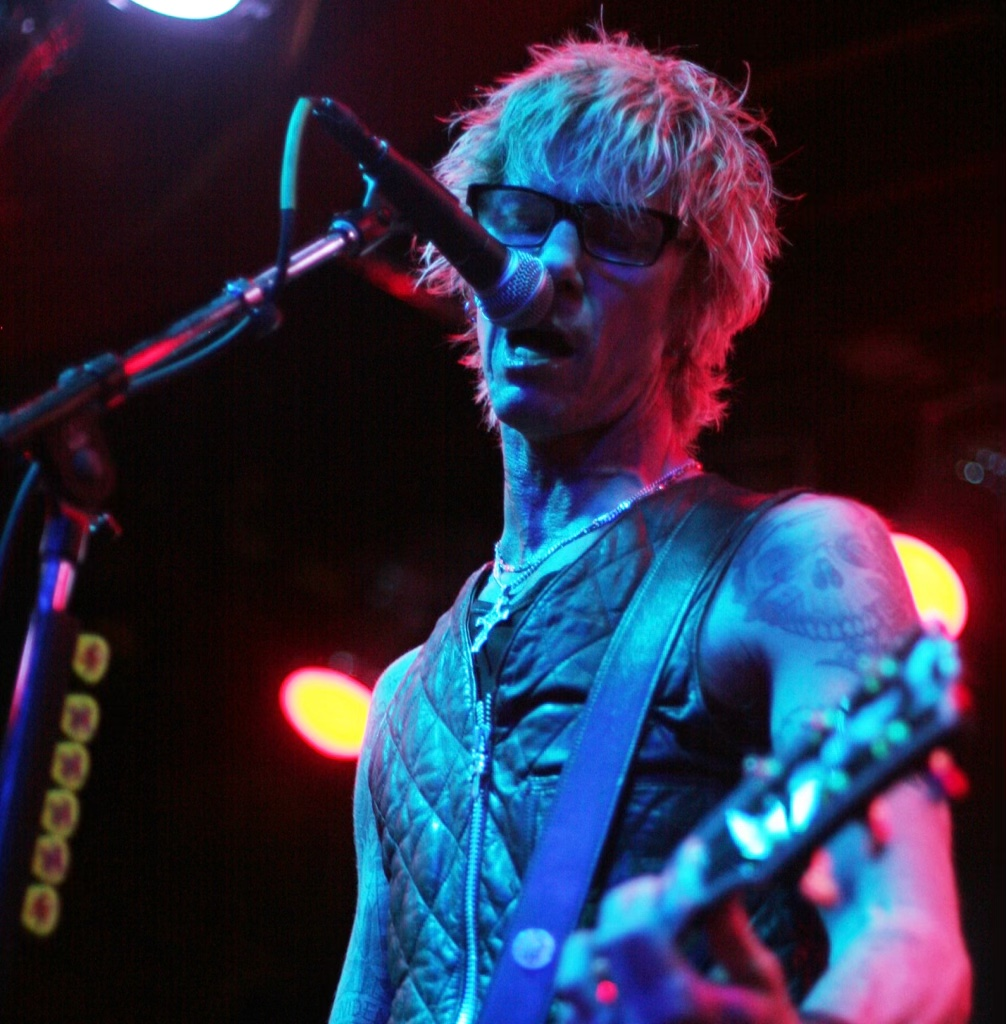
Duff McKagan în 2009

Discografia muzicianului american Duff McKagan conține 15 albume de studio, 5 EP-uri, 4 compilații, și 2 albume live.

## Albume
| 1993                                                                                                 | Believe in Me - Lansat: 28 septembrie 1993 - Casa de discuri: Geffen Records - Format: CD | 137 | — | — | — | — | — | — | — | — |
| 1999                                                                                                 | Beautiful Disease - Lansat: Nelansat - Casa de discuri: N/A - Format:                     | —   | — | — | — | — | — | — | — | — |
| "—" afișează albumele sau single-urile care nu s-au clasat sau care nu au fost lansate în acea țară. |                                                                                           |     |   |   |   |   |   |   |   |   |

## Aparițiile Albumelor

### Cu Guns N' Roses
Format:Mainlist
| 1987                                                                                                 | Appetite for Destruction - Lansat: 21 iulie 1987 - Casa de discuri: Geffen (#24148) - Formate: CD, LP, CS      | 1 | 7  | 3  | 3  | 16 | 11 | 5  | 32 | 7  | 5  | - US: 18× Platină - UK: 2× Platină - GER: Platină - CAN: Diamant |
| 1988                                                                                                 | G N' R Lies - Lansat: 29 noiembrie 1988 - Casa de discuri: Geffen (#24198) - Formate: CD, LP, CS               | 2 | 18 | 10 | 13 | 37 | —  | 14 | 7  | 15 | 22 | - US: 5× Platină - UK: Aur - GER: Aur                            |
| 1991                                                                                                 | Use Your Illusion I - Lansat: 17 septembrie 1991 - Casa de discuri: Geffen (#24415) - Formate: CD, LP, CS      | 2 | 2  | 2  | 1  | 5  | 28 | 3  | 3  | 3  | 2  | - US: 7× Platină - UK: Platină - GER: 2× Platină - CAN: Diamantd |
| 1991                                                                                                 | Use Your Illusion II - Lansat: 17 septembrie 1991 - Casa de discuri: Geffen (#24420) - Formate: CD, LP, CS     | 1 | 1  | 1  | 1  | 3  | 29 | 2  | 4  | 2  | 1  | - US: 7× Platină - UK: Platină - GER: 5× Aur - CAN: 9× Platină   |
| 1993                                                                                                 | "The Spaghetti Incident?" - Lansat: 23 noiembrie 1993 - Casa de discuri: Geffen (#24617) - Formate: CD, LP, CS | 4 | 1  | 4  | 3  | 5  | —  | 4  | 2  | 3  | 2  | - US: Platină - UK: Aur - GER: Aur - CAN: 3× Platină             |
| "—" afișează albumele sau single-urile care nu s-au clasat sau care nu au fost lansate în acea țară. | |   |    |    |    |    |    |    |    |    |    |                                                                  |

### Cu The Fartz
| Anul | Titlu |
| ---- | --- |
| 1990 | You, We See You Crawling - Lansat: 9 iunie 1990 - Casa de discuri: Musical Tragedies - Formate: Vinyl, LP |

### Cu Neurotic Outsiders
| 1996                                                                                                 | Neurotic Outsiders - Lansat: 9 septembrie 1996 - Casa de discuri: Maverick Records - Formate: CD | — | 28 |
| "—" afișează albumele sau single-urile care nu s-au clasat sau care nu au fost lansate în acea țară. |                                                                                                  |   |    |

### Cu 10 Minute Warning
| Anul | Titlu                                                                            |
| ---- | -------------------------------------------------------------------------------- |
| 1998 | 10 Minute Warning - Lansat: 5 mai 1998 - Casa de discuri: Sub Pop - Formate: TBA |

### Cu Loaded
Format:Mainlist
| 2001                                                                                                 | Dark Days - Lansat: Iulie 2001 - Casa de discuri: Pimp, Locomotive - Formate: CD, LP | — | —  |
| 2009                                                                                                 | Sick - Lansat: 20 martie 2009 - LCasa de discuri: Century Media - Formate: CD, LP    | — | 43 |
| 2011                                                                                                 | The Taking - Lansat: 19 aprilie 2011 - Casa de discuri: Eagle Rock Entertainment     | — | 12 |
| "—" afișează albumele sau single-urile care nu s-au clasat sau care nu au fost lansate în acea țară. |                                                                                      |   |    |

### Cu Velvet Revolver
Format:Mainlist
| Anul | Detaliile albumelor                                                    | Poziția în vârful clasamentelor | Poziția în vârful clasamentelor | Poziția în vârful clasamentelor | Poziția în vârful clasamentelor | Poziția în vârful clasamentelor | Poziția în vârful clasamentelor | Poziția în vârful clasamentelor | Poziția în vârful clasamentelor | Poziția în vârful clasamentelor | Poziția în vârful clasamentelor | Certifications (sales thresholds)  |
| Anul | Detaliile albumelor                                                    | US                              | AUS                             | AUT                             | FIN                             | IRL                             | ITA                             | NOR                             | SWE                             | SWI                             | UK                              | Certifications (sales thresholds)  |
| ---- | ---------------------------------------------------------------------- | ------------------------------- | ------------------------------- | ------------------------------- | ------------------------------- | ------------------------------- | ------------------------------- | ------------------------------- | ------------------------------- | ------------------------------- | ------------------------------- | ---------------------------------- |
| 2004 | Contraband - Lansat: 8 iunie 2004 - Casa de discuri: RCA (82876625362) | 1                               | 2                               | 15                              | 8                               | 8                               | 16                              | 4                               | 5                               | 22                              | 11                              | - US: 2× Platină - CAN: 2× Platină |
| 2007 | Libertad - Lansat: 1 iulie 2007 - Casa de discuri: RCA (88697109682)   | 5                               | 10                              | 22                              | 4                               | 7                               | 13                              | 14                              | 3                               | 21                              | 6                               | - CAN: Aur                         |

## Sesiunea de Înregistrări
| Anul | Artiști                | Album                                    | Note                                                                                             |
| ---- | ---------------------- | ---------------------------------------- | ------------------------------------------------------------------------------------------------ |
| 1990 | Iggy Pop               | Brick by Brick                           | "Home" "Butt Town" "Pussy Power" "My Baby Wants to Rock and Roll"                                |
| 1994 | Gilby Clarke           | Pawnshop Guitars                         |                                                                                                  |
| 1996 | Teddy Andreadis        | Innocent Loser                           | "Shotgun Shack"                                                                                  |
| 1996 | The Outpatience        | Anxious Disease                          |                                                                                                  |
| 1998 | Izzy Stradlin          | 117°                                     |                                                                                                  |
| 1999 | Izzy Stradlin          | Ride On                                  |                                                                                                  |
| 1999 | Various                | Humanary Stew: A Tribute to Alice Cooper | "Elected"                                                                                        |
| 2000 | The Racketeers         | Mad for the Racket                       |                                                                                                  |
| 2001 | Zilch                  | Skyjin                                   | "Give 'Em What You Got Given" "Make the Motherfuckers Wake Up" "Hide and Seek" "Absolute Zeroes" |
| 2001 | Mark Lanegan           | Field Songs                              | "Fix"                                                                                            |
| 2001 | Izzy Stradlin          | River                                    |                                                                                                  |
| 2002 | Izzy Stradlin          | On Down the Road                         |                                                                                                  |
| 2002 | Burden Brothers        | Queen O' Spades                          | "Walk Away"                                                                                      |
| 2002 | Alien Crime Syndicate  | XL from Coast to Coast                   | "Don't Go Breaking My Heart"                                                                     |
| 2004 | Mark Lanegan           | Bubblegum                                | "Strange Religion"                                                                               |
| 2008 | Izzy Stradlin          | Concrete                                 | Three tracks, including "Concrete"                                                               |
| 2010 | Izzy Stradlin          | Wave of Heat                             | Seven tracks                                                                                     |
| 2010 | Slash                  | Slash                                    | "Watch This"                                                                                     |
| 2010 | Macy Gray              | The Sellout                              | "Kissed It"                                                                                      |
| 2010 | Manic Street Preachers | Postcards from a Young Man               | "A Billion Balconies Facing the Sun"                                                             |
| 2011 | Crosses                | Crosses                                  | "This is a Trick"                                                                                |